# Baseodiscus indicus
Baseodiscus indicus är en djurart som tillhör fylumet slemmaskar, och som först beskrevs av Punnett 1903.  Baseodiscus indicus ingår i släktet Baseodiscus och familjen Valenciniidae. Inga underarter finns listade i Catalogue of Life.